# 전설의 무대 아카이브K
《전설의 무대 아카이브K》는 2021년 1월 3일부터 2021년 3월 14일까지 방송되었던 예능 프로그램이다.

## 기획 의도
대한민국 대중음악의 역사를 전설의 가수들이 펼치는 라이브 무대와 영상, 토크로 기록하는 SBS의 초대형 다큐음악쇼

## 에피소드 목록
2021년
| 회차                         | 방송 일자        | 기록문                                         | 출연진 | 비고 (추가 출연진)                                  |
| ---------------------------- | ---------------- | ---------------------------------------------- | --- | --------------------------------------------------- |
| 첫 번째 기록                 | 1월 3일          | 한국형 발라드의 계보 (이영훈 작곡가)           | 이문세, 변진섭, 임창정, 조성모, 김종국, 백지영, 이수영                                                                                             |                                                     |
| 두 번째 기록                 | 1월 10일         | 한국형 발라드의 계보 Ⅱ (유재하, 박주연 작사가) | 이문세, 변진섭, 임창정, 조성모, 김종국, 백지영, 이수영, 폴킴                                                                                       | 규현                                                |
| 세 번째 기록                 | 1월 17일         | 90's 나이트 DJ와 댄스음악                      | 박미경, DJ DOC, 김정남(터보), 코요태, 김현정, 김성수(쿨), 한상일(노이즈), 주영훈(작곡가), 홍영주 (안무가)                                          | 스페셜 MC 김종국, 엄정화, 신철(철이와 미애), 김창환 |
| 네 번째 기록                 | 1월 24일         | 이태원 문나이트                                | 현진영, 클론, 김송, 룰라, 이현도, 김정남, 팝핀현준, 최승민(영턱스클럽), 빽가(코요태), UV, 위키미키, AB6IX                                          | 스페셜 MC 이상민                                    |
| 다섯 번째 & 여섯 번째 기록   | 1월 31일 2월 7일 | 홍대 앞 인디뮤직                               | 크라잉 넛, 노브레인, 자우림, 브로콜리 너마저, 데이브레이크, 옥상달빛, 잔나비, 카더가든, 새소년, 장기하와 얼굴들                                    | 스페셜 MC 최정훈                                    |
| 설날 특집                    | 2월 12일         | 전설의 무대 레전드 12                          | 변진섭, 백지영, 양희은, 폴킴, 박미경, 김종국, 데이브레이크, 김현철, 김광민, 김필                                                                   | 스페셜 MC 김종국                                    |
| 일곱 번째 기록               | 2월 21일         | 대학로 학전 소극장                             | 김민기, 양희은, 여행스케치, 강산에, 동물원, 유리상자, 권진원, 김필                                                                                 | 스페셜 MC 윤도현                                    |
| 여덟 번째 기록               | 2월 28일         | 동아기획 사단                                  | 박학기, 빛과 소금, 김현철, 장필순, 하동균, 함춘호, 유영석                                                                                          | 스페셜 MC 김현철                                    |
| 아홉 번째 기록 & 마지막 기록 | 3월 7일 3월 14일 | 바다를 건넌 K-POP                              | 방탄소년단, 보아, 싸이, 비, 블랙핑크, 박진영, 신동, 유빈(원더걸스), 트와이스, 방시혁, 안재욱, 슈퍼주니어, 동방신기, NRG, 이루, 클론 (인터뷰), KARD | 스페셜 MC 산다라 박                                 |

## 수상 목록
- 2021년 SBS 연예대상 쇼•스포츠부문 <우수 프로그램상>
- 2021년 제48회 한국방송대상 TV부문 <음악구성 작품상>
- 2021년 상반기 시청자위원회 선정 <좋은 프로그램상>
- 2021년 1월 방송통신위원회 선정 <이 달의 좋은 프로그램상>